# Achim Bednorz
Achim Bednorz (* 1947 in Helmsdorf, Thüringen) ist ein deutscher Fotograf.

## Leben
Von 1964 bis 1969 machte Bednorz eine Fotografenlehre bei Alfred Schrick in Remscheid.
Danach studierte er von 1969 bis 1972 Fotografie in Köln an der Fachhochschule für Photoingenieurwesen (heute: Technische Hochschule Köln, Fakultät für Informations-, Medien- und Elektrotechnik) bei Heinz Wedewardt.
Studienreisen führten ihn nach Osteuropa, in die USA und nach China.
Bednorz arbeitet als freier Fotograf mit den Schwerpunkten Architektur und Kunstgeschichte.
Außerdem hat er zahlreiche Bücher exklusiv illustriert.

## Ausstellungen
Bednorz zeigte seine Werke in zahlreichen Einzel- und Gruppenausstellungen:
- 2015–2016: Einzelausstellung im Golfclub Schloss Georghausen zu den Themen „Künstlerhäuser, Gotteshäuser, Golfclub“
- 2015: „Künstlerhäuser“ in der Galerie Kley, Hamm gemeinsam mit der Malerei von Horst G. Loewel
- 2014: Kolbe-Museum, Berlin aus Anlass der Buchvorstellung „Künstlerhäuser“ von Bodo Plachta
- 2014–2015: Gruppenausstellung im Gasometer Oberhausen zum Thema „Der schöne Schein“
- 2011–2012: Gruppenausstellung im Gasometer Oberhausen zum Thema „Magische Orte“[3]

## Veröffentlichungen (Auswahl)
- Walter Buschmann, Achim Bednorz: Der Pott: Industriekultur im Ruhrgebiet. koenemann.com, 2020, ISBN 978-3-7419-2488-0
- Christoph Höcker, Achim Bednorz: Reclams Städteführer Rom: Architektur und Kunst. Reclam, Philipp, jun. GmbH, 2020, ISBN 978-3-15-014024-6
- Bodo Plachta, Achim Bednorz: Komponistenhäuser: Wohn- und Arbeitsräume berühmter Musiker aus fünf Jahrhunderten, Deutsche Verlags-Anstalt, 2018, ISBN 978-3-421-04098-5
- Franz Josef Talbot, Achim Bednorz: Bonner Südstadt, Emons Verlag, Köln 2018, ISBN 978-3-7408-0468-8
- Bodo Plachta, Achim Bednorz: Dichterhäuser: Mit Fotografien von Achim Bednorz, Konrad Theiss, 2017, ISBN 978-3-8062-3612-5
- Rolf Toman, Dr. Uwe Geese, Achim Bednorz: Die Welt der Romanik, h.f. ullmann publishing, Potsdam 2017, ISBN 978-3-8480-1156-8
- Rolf Toman, Maria-Christina Boerner, Achim Bednorz: Angelus & Diabolus, h.f. ullmann publishing, Potsdam 2016, ISBN 978-3-8480-0750-9
- Barbara Borngässer, Rolf Toman, Achim Bednorz: Potsdam, Kunst, Architektur, Landschaft, h.f. ullmann; Mul Edition, Potsdam 2013, ISBN 978-3-8480-0296-2
- Rolf Toman, Barbara Borngässer, Achim Bednorz: Barock, Theatrum Mundi, Die Welt als Kunstwerk, h.f. ullmann publishing, Potsdam 2012, ISBN 978-3-8480-0059-3
- Rolf Toman, Barbara Borngässer, Achim Bednorz: Geschichte der Architektur, Parragon, Bath 2009, ISBN 978-1-4075-1763-6
- Rolf Toman, Ulrike Laule, Achim Bednorz: Kirchen Klöster Kathedralen, Feierabend Verlag, Berlin 2005, ISBN 978-3-936761-38-2
- Karin Thomas, Rüdiger Thomas, Achim Bednorz: Himmlische Harmonien. Heilige Räume, DuMont Literatur und Kunst Verlag, Köln 2005, ISBN 978-3-8321-7596-2
- Rolf Toman, Ulrike Laule, Achim Bednorz: Burgund, Architektur, Kunst, Landschaft, Ullmann Publishing, Köln 2000, ISBN 978-3-8290-2707-6
- Rolf Toman, Gerald Zugmann, Achim Bednorz: Wien, Kunst und Architektur, Koenemann, 1999, ISBN 978-3-8290-0006-2
- Rolf Toman, Achim Bednorz: Gotik, Könemann Verlag, 1999, ISBN 978-3-89508-313-6
- Dieter Klein-Meynen, Henriette Meynen, Achim Bednorz: Kölner Wirtschaftsarchitektur, Wienand Verlag, Köln 1996, ISBN 978-3-87909-413-4
- Marianne Barrucand, Achim Bednorz: Maurische Architektur in Andalusien, Taschen Verlag, Köln 1992, ISBN 978-3-8228-7611-4